# Liste der Geotope in Würzburg
Diese Liste enthält die Geotope der unterfränkischen Stadt Würzburg in Bayern.
Die Liste enthält die amtlichen Bezeichnungen für Namen und Nummern des Bayerischen Landesamt für Umwelt (LfU) sowie deren geographische Lage. Diese Liste ist möglicherweise unvollständig. Im Geotopkataster Bayern sind etwa 3.400 Geotope (Stand März 2020) erfasst. Das LfU sieht einige Geotope nicht für die Veröffentlichung im Internet geeignet. Einige Objekte sind zum Beispiel nicht gefahrlos zugänglich oder dürfen aus anderen Gründen nur eingeschränkt betreten werden.
| Name                                                      | Bild           | Geotop ID | Gemeinde / Lage   | Geologische Raumeinheit      | Beschreibung | Fläche m² / Ausdehnung m | Geologie                                                      | Aufschlussart       | Wert      | Schutzstatus      | Bemerkung |
| --------------------------------------------------------- | -------------- | --------- | ----------------- | ---------------------------- | --- | ------------------------ | ------------------------------------------------------------- | ------------------- | --------- | ----------------- | --------- |
| Straßenprofile Am Stein, Löwe am Stein bei Würzburg       |                | 663A001   | Würzburg Position | Westliche Fränkische Platten | In dem Straßenprofil sind ein Horst und mehrere antithetische Abschiebungen hervorragend aufgeschlossen. Die Versatzbeträge und Schleppungen können anhand von Leithorizonten (z. B. 2. Schaumkalkbank) gut erkannt werden. Der Aufschluss liegt an einer vierspurigen Bundesstraße und ist nicht zugänglich, kann aber vom Gehweg auf der gegenüber liegenden Straßenseite aus gut eingesehen werden. | 600 600 × 1              | Typ: Störung, Schichtfolge Art: Kalkstein                     | Böschung            | wertvoll  | kein Schutzgebiet |           |
| Felswand am Maschikuliturm in Würzburg                    | weitere Bilder | 663R001   | Würzburg Position | Westliche Fränkische Platten | Aufgeschlossen ist ein Teil des Unteren Muschelkalkes (mu 3, Oberer Wellenkalk). Die erste Schaumkalkbank zeigt im Aufschlussbereich auffällige Mächtigkeitsschwankungen und keilt stellenweise aus. Die zweite Schaumkalkbank ist in normaler Mächtigkeit ausgebildet und tritt als Gesims hervor. Besonders gut sind bei beiden Bänken die erosiven Unterkanten zu sehen.                            | 3500 350 × 10            | Typ: Schichtstufe, Felswand/-hang, Gesteinsart Art: Kalkstein | Hanganriss/Felswand | wertvoll  | Naturdenkmal      |           |
| Kalksinter am Main zwischen Kloster Oberzell und Zellerau |                | 663R002   | Würzburg Position | Westliche Fränkische Platten | Entlang des Radweges Würzburg/Zellerau nach Kloster Oberzell ist ein für die Gegend typischer Wellenkalk-Prallhang des Mains aufgeschlossen. Durch das ständige Austreten von Quellwasser im oberen Bereich kam es zu Kalksinterausscheidungen. | 2000 200 × 10            | Typ: Sinterbildung Art: Kalkstein                             | Hanganriss/Felswand | bedeutend | Naturdenkmal      |           |